# 固体废弃物的处理与处置
固体废物的处理和处置是解决固体废物污染与控制问题的环境工程学科。

## 处理和处置

### 处理
固体废物处理是指将固体废物变成适于运输、利用、贮存或最终处置的过程。其方法包括物理处理、化学处理、生物处理、热处理和固化处理。

### 处置
固体废物处置是指最终处置(final dispoasl)或安全处置，是固体废物污染控制的末端环节，是解决固体废物的归宿问题。其方法包括海洋处置和陆地处置。
- 海洋处置：深海投弃、海上焚烧；
- 陆地处置：土地耕作、工程库贮存、土地填埋、深井灌注。

## 主要解决的问题
1. 固体废物的收集运输和压实；
2. 固体废物的破碎减量；
3. 固体废物的分类筛选；
4. 固体废物的固定化；
5. 固体废物的焚烧和热解处理；
6. 固体废物的再利用；
7. 固体废物的最终处置。